# Pojazd napędzany wodorem

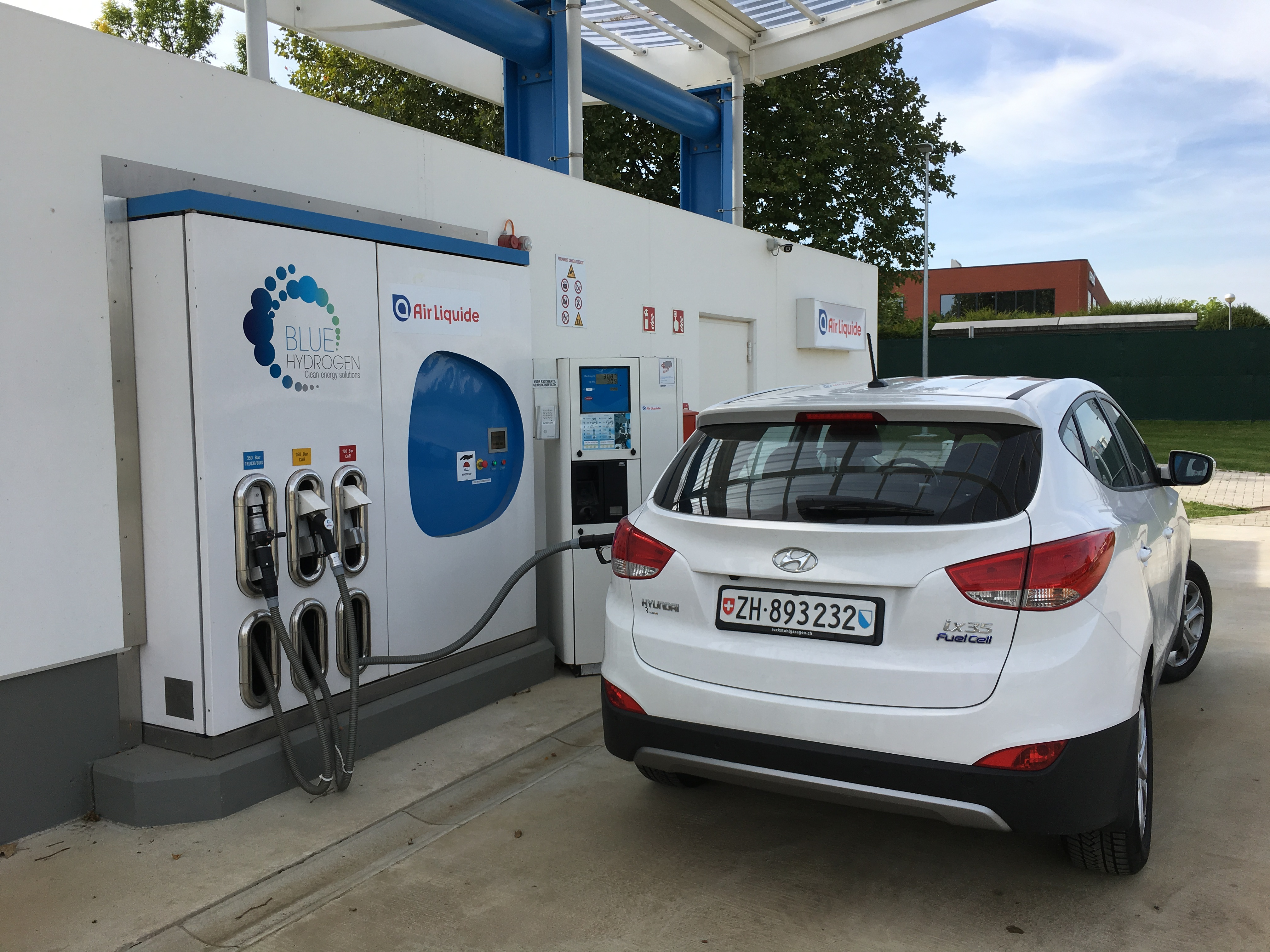
Tankowanie pojazdu napędzanego wodorem

Pojazd napędzany wodorem – pojazd samochodowy wykorzystujący do napędu energię elektryczną wytworzoną z wodoru w zainstalowanych w nim ogniwach paliwowych.